# Fußball-Asienmeisterschaft der Frauen 2018/Qualifikation
Die Qualifikation zur Fußball-Asienmeisterschaft der Frauen 2018 wurde im April 2017 ausgespielt. 18 Nationalmannschaften spielten um vier Plätze für die Endrunde. Zwei weitere Mannschaften hatten nach der Gruppenauslosung zurückgezogen. Zudem nahm Jordanien an den Qualifikationsspielen teil, das als Gastgeber der Asienmeisterschaft automatisch qualifiziert war, so aber Spielpraxis gewinnen konnte. Die Qualifikation war gleichzeitig die erste Runde der Qualifikation für die WM 2019. Japan, Australien und die VR China waren automatisch qualifiziert. 

## Auslosung
Die Auslosung für die Qualifikation fand am 21. Januar 2017 statt. Da Jordanien Gruppensieger wurde, qualifizierte sich auch die zweitplatzierte Mannschaft dieser Gruppe für die Asienmeisterschaft, während sich in den anderen Gruppen nur der Gruppensieger qualifizierte. Die Qualifikation begann am 3. April und endete am 12. April 2017.
Die Gastgeber der Miniturniere sind fett geschrieben.
| Gruppe A         | Gruppe B      | Gruppe C                   | Gruppe D    |
| ---------------- | ------------- | -------------------------- | ----------- |
| 1. Jordanien     | 1. Südkorea   | 1. Thailand                | 1. Vietnam  |
| 2. Philippinen   | 2. Usbekistan | 2. Chinesisch Taipeh       | 2. Myanmar  |
| 3. Bahrain       | 3. Hongkong   | 3. Libanon (zurückgezogen) | 3. Iran     |
| 4. Irak          | 4. Indien     | 4. Palästina               | 4. Syrien   |
| 5. VAE           | 5. Nordkorea  | 5. Guam (zurückgezogen)    | 5. Singapur |
| 6. Tadschikistan |               |                            |             |

## Ergebnisse

### Gruppe A
Alle Spiele fanden im Pamir-Stadion von Duschanbe in Tadschikistan statt. Für Tadschikistan waren es die ersten Länderspiele der Frauen-Nationalmannschaft. Das Team aus Jordanien setzte sich souverän ohne Punktverlust durch.
| Pl. | Land                         | Sp. | S | U | N | Tore    | Diff. | Punkte |
| --- | ---------------------------- | --- | - | - | - | ------- | ----- | ------ |
| 1.  | Jordanien                    | 5   | 5 | 0 | 0 | 037:300 | +34   | 15     |
| 2.  | Philippinen                  | 5   | 3 | 1 | 1 | 018:600 | +12   | 10     |
| 3.  | Bahrain                      | 5   | 2 | 2 | 1 | 010:800 | +2    | 08     |
| 4.  | Vereinigte Arabische Emirate | 5   | 2 | 1 | 2 | 005:110 | −6    | 07     |
| 5.  | Tadschikistan                | 5   | 1 | 0 | 4 | 003:230 | −20   | 03     |
| 6.  | Irak                         | 5   | 0 | 0 | 5 | 000:220 | −22   | 0      |

| 03.04.2017 | Bahrain       | – | Jordanien     | 00:60 (0:4) |
|            | Irak          | - | Tadschikistan | 00:10 (0:0) |
|            | Philippinen   | – | VAE           | 04:00 (2:0) |
| 05.04.2017 | Philippinen   | – | Irak          | 04:00 (4:0) |
|            | Bahrain       | – | Tadschikistan | 04:00 (2:0) |
|            | Jordanien     | – | VAE           | 06:00 (3:0) |
| 07.04.2017 | VAE           | – | Bahrain       | 01:10 (0:0) |
|            | Tadschikistan | – | Philippinen   | 00:80 (0:3) |

### Gruppe B
Alle Spiele fanden im Kim-Il-sung-Stadion in Pjöngjang in Nordkorea statt. Nordkorea konnte den Heimvorteil nicht nutzen und schied als einzige Mannschaft ungeschlagen und nur aufgrund der schlechteren Tordifferenz aus. Das Spiel zwischen Nord- und Südkorea war das erste Spiel zweier koreanischer Mannschaften in Nordkorea, zuvor hatten die koreanischen Mannschaften nur in Südkorea oder auf neutralen Plätzen gegeneinander gespielt.
| Pl. | Land       | Sp. | S | U | N | Tore    | Diff. | Punkte |
| --- | ---------- | --- | - | - | - | ------- | ----- | ------ |
| 1.  | Südkorea   | 4   | 3 | 1 | 0 | 021:100 | +20   | 10     |
| 2.  | Nordkorea  | 4   | 3 | 1 | 0 | 018:100 | +17   | 10     |
| 3.  | Usbekistan | 4   | 2 | 0 | 2 | 009:100 | −1    | 06     |
| 4.  | Indien     | 4   | 1 | 0 | 3 | 003:250 | −22   | 03     |
| 5.  | Hongkong   | 4   | 0 | 0 | 4 | 001:150 | −14   | 0      |

| 03.04.2017 | Nordkorea | – | Indien     | 8:0 (4:0)  |
|            | Hongkong  | - | Usbekistan | 1:2 (0:1)  |
| 05.04.2017 | Nordkorea | – | Hongkong   | 5:0 (4:0)  |
|            | Indien    | – | Südkorea   | 0:10 (0:5) |
| 07.04.2017 | Südkorea  | – | Nordkorea  | 1:1 (0:1)  |

### Gruppe C
Alle Spiele fanden im Faisal Al-Husseini International Stadium in Al-Ram in den Palästinensischen Autonomiegebieten statt. Da die beiden ursprünglich zugelosten Mannschaften aus Guam und dem Libanon zurückgezogen wurden, gab es in dieser Gruppe nur drei Spiele.
| Pl. | Land              | Sp. | S | U | N | Tore    | Diff. | Punkte |
| --- | ----------------- | --- | - | - | - | ------- | ----- | ------ |
| 1.  | Thailand          | 2   | 2 | 0 | 0 | 007:000 | +7    | 06     |
| 2.  | Chinesisch Taipeh | 2   | 1 | 0 | 1 | 005:100 | +4    | 03     |
| 3.  | Palästina         | 2   | 0 | 0 | 2 | 000:110 | −11   | 0      |

| 03.04.2017 | Palästina         | – | Thailand          | 0:6 (0:3) |
| 05.04.2017 | Chinesisch Taipeh | – | Palästina         | 5:0 (3:0) |
| 07.04.2017 | Thailand          | – | Chinesisch Taipeh | 1:0 (1:0) |

### Gruppe D
Alle Spiele fanden im Vietnam YFTC Field no.3 in Hanoi in Vietnam statt. Vietnam nutzte den Heimvorteil und qualifizierte sich ohne Punktverlust für die Asienmeisterschaft.
| Pl. | Land     | Sp. | S | U | N | Tore    | Diff. | Punkte |
| --- | -------- | --- | - | - | - | ------- | ----- | ------ |
| 1.  | Vietnam  | 4   | 4 | 0 | 0 | 027:100 | +26   | 12     |
| 2.  | Myanmar  | 4   | 3 | 0 | 1 | 022:200 | +20   | 09     |
| 3.  | Iran     | 4   | 2 | 0 | 2 | 019:800 | +11   | 06     |
| 4.  | Singapur | 4   | 1 | 0 | 3 | 001:200 | −19   | 03     |
| 5.  | Syrien   | 4   | 0 | 0 | 4 | 000:380 | −38   | 0      |

| 03.04.2017 | Iran     | – | Myanmar | 00:20 (0:2) |
|            | Singapur | - | Syrien  | 01:00 (0:0) |
| 05.04.2017 | Singapur | – | Iran    | 00:60 (0:2) |
|            | Syrien   | – | Vietnam | 00:11 (0:8) |
| 07.04.2017 | Myanmar  | – | Syrien  | 14:00 (7:0) |